# Olivier Beretta
 Olivier Beretta  va ser un pilot de curses automobilístiques monegasc que va arribar a disputar curses de Fórmula 1.
Olivier Beretta va néixer el 23 de novembre del 1969 a Montecarlo, Mònaco.

## A la F1
Va debutar a la primera cursa de la temporada 1994 (la quaranta-cinquena temporada de la història) del campionat del món de la Fórmula 1, disputant el 27 de març del 1994 el GP de Brasil.
Olivier Beretta va participar en un total de deu curses puntuables pel campionat de la F1, totes dins la temporada 1994, assolí una setena posició com millor classificació a una cursa i no aconseguint cap punt vàlid pel campionat del món de pilots/constructors.

## Resultats a la Fórmula 1
| Any  | Equip                | Xassís    | Motor | 1       | 2       | 3       | 4     | 5       | 6       | 7       | 8     | 9     | 10    | 11  | 12  | 13  | 14  | 15  | 16  | Posició | Punts |
| ---- | -------------------- | --------- | ----- | ------- | ------- | ------- | ----- | ------- | ------- | ------- | ----- | ----- | ----- | --- | --- | --- | --- | --- | --- | ------- | ----- |
| 1994 | Tourtel Larrousse F1 | Larrousse | Ford  | BRA Ret | PAC Ret | SNM Ret | MON 8 | ESP Ret | CAN Ret | FRA Ret | GB 14 | ALE 7 | HON 9 | BEL | ITA | POR | EUR | JAP | AUS | -       | 0     |

### Resum
| Curses: | Victòries: | Pòdiums: | Poles: | Voltes ràpides: | Punts: |
| ------- | ---------- | -------- | ------ | --------------- | ------ |
| 10 (10) | 0          | 0        | 0      | 0               | 0      |